# بيتر لولور
بيتر لولور (8 مايو 1960 في المملكة المتحدة - ) (بالإنجليزية: Peter Lawlor)‏ هو لاعب كريكت بريطاني وبريطاني.

## وصلات خارجية
- بيتر لولور على موقع إي آس بي آن كريك إنفو (الإنجليزية)